# 小甘菊
小甘菊（学名：Cancrinia discoidea）为菊科小甘菊属的植物。分布在俄罗斯、蒙古以及中国大陆的新疆、西藏、甘肃等地，生长于海拔400米至2,000米的地区，常生长在荒地、山坡或戈壁滩，目前尚未由人工引种栽培。